# Rozdział Kościoła od państwa w Polsce
Rozdział państwa od kościoła w Polsce – właściwie rozdział państwa od każdego związku wyznaniowego na przestrzeni wieków w Polsce występowały różne modele stosunków między państwem, a  związkami wyznaniowymi, czyli tzw. kościołami. Kształt tych stosunków przyjęty po 1989 i ujęty w Konstytucji RP z 1997 określany jest jako „przyjazny rozdział Kościoła od państwa”.

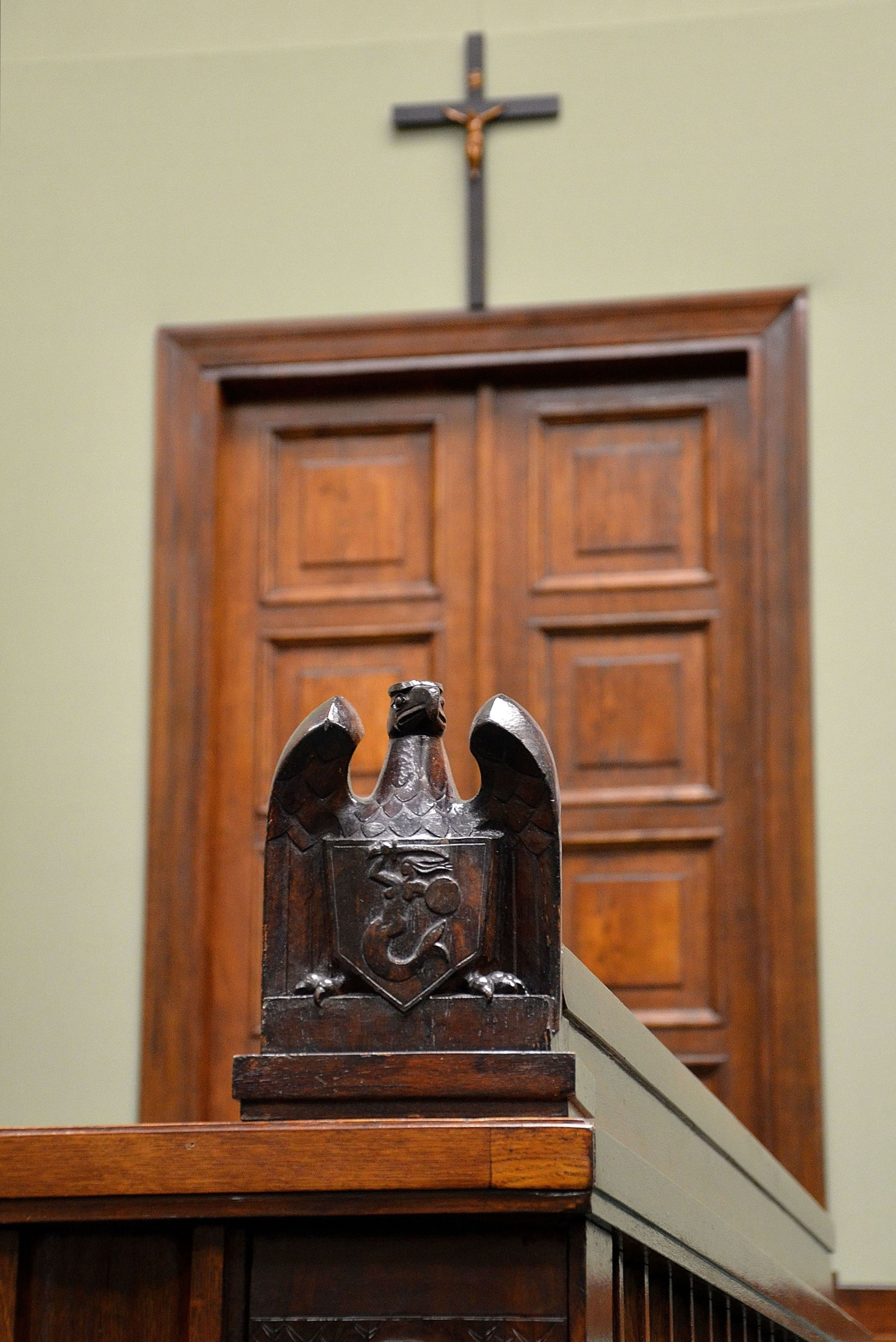
Krzyż w sali plenarnej Sejmu

## Historia

### II Rzeczpospolita
Konstytucja marcowa z 1921 w szczególny sposób traktowała Kościół katolicki, wprowadzając wyraźny podział przepisów prawnych regulujących stosunki pomiędzy państwem a Kościołami i związkami wyznaniowymi na odnoszące się wyłącznie do Kościoła katolickiego oraz do pozostałych wyznań. Stosunek państwa do Kościoła katolickiego określał art. 114 konstytucji, który wbrew pozorom nie odnosił się tylko do łacińskiego obrządku tego Kościoła, lecz także do obrządku grecko-ruskiego (obecnie nazywanego bizantyjsko-ukraińskim) i ormiańskiego. Za odrębnym potraktowaniem Kościoła katolickiego przemawiał fakt, iż większość narodu polskiego, a także Ukraińcy z Galicji Wschodniej, wyznawali religię katolicką. Konstytucja marcowa nie wprowadzała przy tym modelu stosunków państwo-Kościół z religią katolicką jako religią państwową, za którym opowiadała się prawica; odrzucała też postulowany przez lewicę model rozdziału Kościoła od państwa. Przyjęła rozwiązanie pośrednie – z jednej strony deklarowała równouprawnienie wyznań, z drugiej zaś uznawała szczególne miejsce Kościoła katolickiego w Polsce, stwierdzając, że wyznanie katolickie jest religią większości narodu i z tego tytułu zajmuje ono naczelne stanowisko wśród równouprawnionych wyznań. Życie publiczne nosiło w wielu dziedzinach piętno konfesyjne (emblematy religijne w instytucjach państwowych, sądach i lecznictwie, wyznaniowa przysięga prezydenta). Elementem uprzywilejowanego statusu Kościoła katolickiego w państwie i w życiu społecznym było również przyznanie tylko temu Kościołowi prawa do stanowienia własnych regulacji wewnętrznych bez konieczności uprzedniego badania ich zgodności z obowiązującym porządkiem prawnym oraz obowiązek zawarcia przez państwo umowy międzynarodowej ze Stolicą Apostolską, podlegającej ratyfikacji przez Sejm.
W okresie II Rzeczypospolitej rozdziału związków wyznaniowych i państwa domagały się między innymi następujące partie polityczne: Polskie Stronnictwo Ludowe – Lewica, Polska Partia Socjalistyczna, Niezależna Partia Chłopska, Komunistyczna Partia Polski, Zjednoczenie Lewicy Chłopskiej „Samopomoc”, i okresowo Polskie Stronnictwo Ludowe „Wyzwolenie”. Za rozdziałem opowiadały się także partie mniejszości narodowych.
O świecki charakter kultury polskiej i laicyzację podstawowych dziedzin życia społecznego i intelektualnego walczył reaktywowany po odzyskaniu niepodległości polski ruch wolnomyślicielski. Miał on za sobą bogate tradycje myśli laickiej, występującej w kulturze polskiej wcześniejszych epok. Nawiązywał do idei wybitnych prekursorów ruchu wolnomyślicielskiego w Polsce, do Andrzeja Niemojewskiego, Ignacego Radlińskiego, Bruno Winawera i innych. Był to ruch nie tylko bardzo aktywny w działalności praktycznej, ale także w dziedzinie twórczości intelektualnej, w tym filozoficznej, światopoglądowej. Ruch ten rozpadł się w połowie lat dwudziestych na dwa nurty: nurt liberalno-mieszczański i marksistowski.

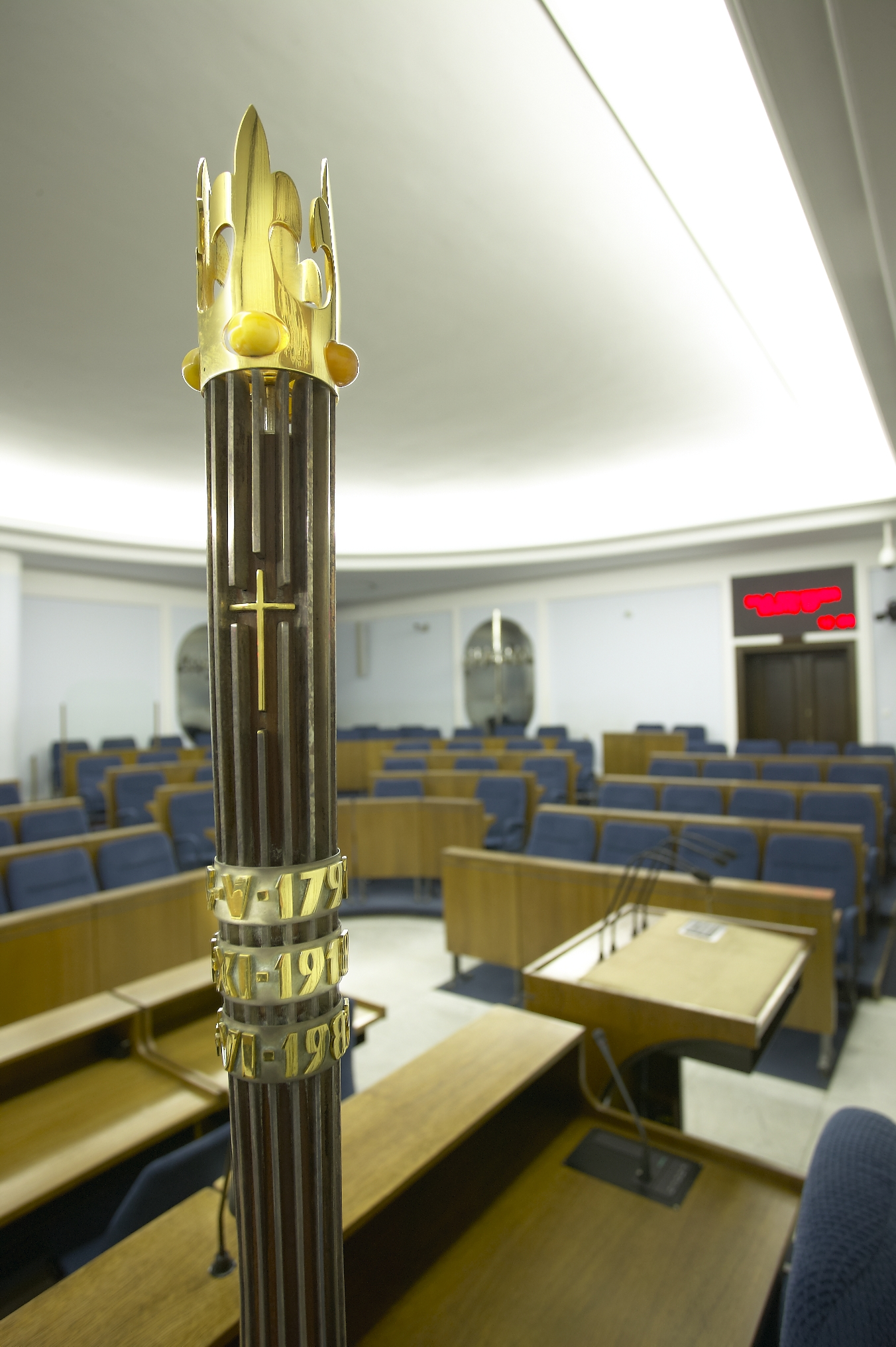
Krzyż na lasce marszałka Senatu RP

### Polska Ludowa
Od momentu powstania Polskiego Komitetu Wyzwolenia Narodowego konsekwentnie realizowano zasadę świeckości państwa, co znalazło wyraz m.in. w tym, że już w 1944 roku z tekstów ustawowych i deklaracji państwowych usunięto wszystkie elementy noszące charakter wyznaniowy w rodzaju: „W imię Boga Wszechmogącego” itp..
Najważniejszą kwestią z punktu widzenia przemian laicyzacyjnych w Polsce Ludowej było uniezależnienie się państwa od zobowiązań podjętych wobec Kościoła katolickiego przez rząd II RP, zawartych w Konkordacie z 1925 roku. Bezpośrednim powodem podjęcia decyzji o anulowaniu konkordatu był fakt jednostronnego zerwania go przez Watykan w okresie II wojny światowej (chodziło o fakt mianowania dwóch biskupów niemieckich ordynariuszami diecezji na ziemiach polskich). Dalszym krokiem na drodze laicyzacji życia społecznego w Polsce było wprowadzenie (na mocy dekretu z dnia 25 września 1945 roku), obowiązującego w całym kraju świeckiego prawa małżeńskiego, prawa o rozwodach i aktach stanu cywilnego. W tym samym czasie zniesiono przymus zaliczania religii w szkole. Usunięto z dokumentów państwowych rubryki mówiące o wyznaniu, zniesiono religijną przysięgę urzędników i sędziów zastępując ją formułą świecką. W drodze administracyjnych zarządzeń, ale przy szerokiej pracy wyjaśniającej, starano się wyeliminować ciążące na całym życiu społecznym i kulturalnym piętno wyznaniowe. Wszystkie te reformy – wprowadzone w okresie Wiosny Ludów w wielu krajach na zachodzie – zostały uznane przez Kościół katolicki w Polsce za zamach na „święte i odwieczne jego prawa”, za atak na religię. Kampania prasowa rozwinięta na łamach czasopism katolickich wokół tych reform zawierała tylko protesty i słowa oburzenia, bez żadnych konstruktywnych propozycji ułożenia stosunków między wierzącymi i niewierzącymi w państwie.
Dalsze lata były kontynuacją zapoczątkowanej Manifestem PKWN polityki. Przyniosły one w 1949 roku zmianę niektórych przepisów kodeksu postępowania karnego i cywilnego (wprowadzenie świeckiej roty przysięgi w sądownictwie) oraz dekret o ochronie wolności sumienia i wyznania. Z ważniejszych aktów prawnych, wydanych w latach późniejszych, wymienić także warto ustawę Ministra Gospodarki Komunalnej z 31 stycznia 1959 roku o cmentarzach i grzebaniu zmarłych oraz ustawę z 15 lipca 1961 roku o rozwoju systemu szkoły i wychowaniu.
Stosunki między Kościołem katolickim a państwem zostały szczegółowo określone w porozumieniach episkopatu i rządu z marca 1950 i grudnia 1956 r. Rząd poręczył w nich Kościołowi szereg przywilejów, władze kościelne zaś zobowiązały się do lojalności wobec państwa i poparcia jego określonych prac i inicjatyw.
Rozdział Kościoła i państwa został wprowadzony w okresie Polskiej Rzeczypospolitej Ludowej na mocy Konstytucji z 22 lipca 1952. W art. 70 ust. 2 stwierdzono: „Kościół jest oddzielony od państwa. Zasady stosunku państwa do kościoła oraz sytuację prawną i majątkową związków wyznaniowych określają ustawy”. Konsekwencją rozdziału Kościoła od państwa było np. przeniesienie lekcji religii ze szkół do sal katechetycznych (z jednoczesnym zapewnieniem władz państwowych że każda parafia przy której powstanie sala katechetyczna z budżetu państwa będzie otrzymywać 1000 zł miesięcznie), brak formalnych stosunków dyplomatycznych z Watykanem, pełne opodatkowanie Kościoła, zredukowanie duszpasterstwa wojskowego, brak kapelanów w instytucjach państwowych innych niż wojsko i szpitale.

### III Rzeczpospolita
Po zmianie ustroju władze RP umożliwiały coraz silniejszą obecność Kościoła w życiu publicznym. Wyrazem tego było wprowadzenie nauki religii do szkół, utworzenie Ordynariatu Wojskowego i duszpasterstw w służbach mundurowych. W urzędach i szkołach zawieszono krzyże i inne symbole religijne (np. w Sejmie). Państwo finansuje budowę obiektów sakralnych, np. Świątyni Opatrzności Bożej w Warszawie, w której pierwsza msza została odprawiona 11 listopada 2016 roku. Funkcjonariusze publiczni biorą udział w aktach kultu, czego przykładem jest publiczna modlitwa premiera Mateusza Morawieckiego podczas mszy 1 grudnia 2018 z okazji 27. rocznicy powstania Radia Maryja.
Liberalizacja życia społeczno-politycznego, która nastąpiła w wyniku upadku komunizmu w 1989 umożliwiając m.in. działalność partiom chrześcijańskim, domagającym się wzmocnienia pozycji Kościoła katolickiego i zasad chrześcijańskich w życiu publicznym pobudziła też nastroje antyklerykalne. Typowo antyklerykalny charakter wśród mediów po 1989 obok istniejącego w latach 2000–2020 tygodnika „Fakty i Mity” i założonego przez jego dziennikarzy w 2020 roku tygodnika „Fakty po Mitach” ma istniejący od 1990 tygodnik „NIE” oraz powstały w 2000 portal internetowy Racjonalista.pl. W 2010 powstała partia o charakterze antyklerykalnym – Ruch Palikota, która w czasie wyborów parlamentarnych w 2011 zdobyła około 10% głosów i wprowadziła do sejmu 40 posłów. Ruch Palikota 6 października 2013 przekształcił się w Twój Ruch, który istniał do rozwiązania partii w styczniu 2023. Po rozwiązaniu 23 listopada 2013 RACJI Polskiej Lewicy, jej członkowie przystąpili do partii Twój Ruch. Od 2016 klerykalizacji Polski sprzeciwia się Polska Laicka, stowarzyszenie powstałe z inicjatywy aktora i działacza społecznego Krzysztofa Pieczyńskiego, dążące do stworzenia warunków dla rozwoju otwartego, tolerancyjnego i nowoczesnego społeczeństwa bez wpływu kleru na życie obywateli. W 2018 i 2019 część działaczy dawnego Ruchu Palikota i partii Twój Ruch zaangażowało się w budowę partii Wiosna Roberta Biedronia (w wyborach do Parlamentu Europejskiego w 2019 roku zdobyła 6,06% głosów i wprowadziła trzech posłów do Parlamentu Europejskiego; partia w 2021 roku została rozwiązana, decydując się na połączenie z Sojuszem Lewicy Demokratycznej pod nazwą Nowa Lewica), w której programie wyborczym są postulaty o charakterze antyklerykalnym.
Od 1990 przy kolejnych prezydentach RP byli powoływani kapelani. Stanowisko kapelana prezydenta w tym okresie objęli: ks. Franciszek Cybula (1990–1995), ks. płk Tadeusz Dłubacz (1995–1999), ks. płk Jan Domian (1999–2005), ks. Roman Indrzejczyk (2005–2010), ks. ppłk Krzysztof Kacorzyk (2010–2015), ks. Zbigniew Kras (od 2015).
Uchwalona w 1997 Konstytucja RP w art. 25 ust. 3 stwierdziła, że „stosunki między państwem a kościołami i innymi związkami wyznaniowymi są kształtowane na zasadach poszanowania ich autonomii oraz wzajemnej niezależności każdego w swoim zakresie, jak również współdziałania dla dobra człowieka i dobra wspólnego”.
W 2004 grupa senatorów (głównie związanych z Sojuszem Lewicy Demokratycznej) złożyła w Senacie RP projekt ustawy o zniesieniu Funduszu Kościelnego (druk nr 771). Przedstawicielem wnioskodawców była senator Krystyna Sienkiewicz. Projekt nie został uchwalony.
Kierowane przez Barbarę Nowacką ugrupowanie polityczne Inicjatywa Polska ogłosiło 6 stycznia 2019 projekt ustawy o świeckim państwie, której celem jest wprowadzenie „pierwszego etapu rozdziału Kościoła od państwa”, czyli zniesienie finansowania religii w szkołach. W tym samym miesiącu grupa 40 organizacji pozarządowych, w tym pięć partii politycznych (SLD, Razem, Partia Zieloni, Inicjatywa Feministyczna, Wolność i Równość), pod egidą Kongresu Świeckości, przedstawiło projekt ustawy o jawności przychodów kościołów i związków wyznaniowych oraz o likwidacji ich przywilejów finansowych. Ogłosiły one, że projekt ten będzie przedmiotem obywatelskiej inicjatywy ustawodawczej.
Wysokość finansowania kościołów i związków wyznaniowych przez państwo w Polsce w 2015 szacowano na 14 mld zł. W 2018 nauka religii w szkołach kosztowała budżet państwa 1 482 mln zł, a uczyło jej ok. 22 tys. osób.
W 2024 roku Prezydent Warszawy Rafał Trzaskowski wydał zarządzenie w sprawie równego traktowania i przeciwdziałania dyskryminacji w podległym mu urzędzie, zakazujące m.in. eksponowania symboli religijnych na biurkach i ścianach oraz wykluczające udział osób duchownych w oficjalnych uroczystościach miejskich. Podobną uchwałę w sprawie neutralności religijnej podjęli też wrocławscy radni.

## Kontrowersje
Wśród osób publicznych i przedstawicieli nauki prawa zaznacza się kontrowersja co do tego, czy w Polsce ustanowiona jest zasada rozdziału kościoła i państwa, a jeśli tak, to czy jest ona w wystarczającym stopniu realizowana i czy Polska jest państwem wyznaniowym.
Pogląd, że Konstytucja RP z 1997 wprowadziła rozdział kościoła i państwa
Ujęty w Konstytucji RP z 1997 model stosunków między państwem a kościołem niektórzy komentatorzy określają jako „przyjazny rozdział kościoła od państwa”. W opinii Michała Pietrzaka „ze sformułowania art. 25 ust. 3 Konstytucji wynika zasada rozdziału Kościoła i państwa”. Ks. Wojciech Góralski stwierdził odwołując się do art. 25 ust. 3 konstytucji, że „formuła ta to nic innego, jak separacja obu wspólnot (religijnej i politycznej), tyle że przyjazna”. Prof. Ewa Łętowska uważa, że: „Dzisiaj mamy rozdział Kościoła od państwa, ale taki gorszego sortu. Poprzerastany jak boczek tłuszczem. Kościół wiele osiąga małymi kroczkami i cierpliwością, bo ma czas. A władza mu na to pozwala, bo myśli w horyzoncie czteroletnim – swoich rządów i ryzyka wyborczego”.
Pogląd, że w Polsce nie ma rozdziału kościoła i państwa
Jacek Żakowski dowodząc braku istnienia w Polsce rozdziału Kościoła i państwa wskazuje, że bez katolickiej modlitwy i księdza z kropidłem, akt publiczny jest w Polsce de facto nieważny. Zdaniem Janusza Palikota brak rozdziału przejawia się w finansowaniu Kościoła przez państwo, uczestniczeniu kleru w uroczystościach państwowych, uprawianiu polityki przez księży oraz braku bezwzględnego stosowania prawa w przypadkach pedofilii z udziałem kleru i w obecności symbolu religijnego w postaci krzyża w Sejmie (gdzie tworzone jest świeckie prawo). Były poseł Roman Kotliński uważa, że Polska jest już państwem wyznaniowym. Paweł Borecki stwierdził: „W Polsce nie ma rozdziału Kościoła od Państwa. W praktyce Kościół uczestniczy w sprawowaniu władzy publicznej. Wywiera wpływ na sprawowanie władzy publicznej, jest, co tu dużo mówić, siłą rządzącą”.

## Podstawowe formy naruszania zasady rozdziału po 1989
- umieszczanie symboli religijnych w budynkach publicznych (zob. krzyż sejmowy)
- łączenie uroczystości państwowych z obrzędami religijnymi
- nauka religii w szkołach publicznych, w tym powierzanie katechetom – wbrew przepisom prawa – funkcji wychowawców klasy[57]
- duszpasterstwo w policji, straży pożarnej, Krajowej Administracji Skarbowej
- finansowanie przez państwo Funduszu Kościelnego
- finansowanie składek na ubezpieczenia społeczne duchownych ze środków publicznych
- finansowanie przez państwo inwestycji sakralnych (np. Świątynia Opatrzności Bożej w Warszawie, Panteon Górnośląski w archikatedrze w Katowicach)

## Przykłady naruszeń zasady rozdziału po 1989
- umieszczanie krzyży i innych symboli religijnych w obiektach publicznych, np. w 2006 w głównej sali rozpraw sądu rejonowego dla Warszawy Pragi Południe (biskup Sławoj Leszek Głódź w trakcie uroczystości poświęcenia obiektu wręczył krzyż wraz z młotkiem i gwoździem prezesowi sądu i ten go na oczach zebranych przybił do ściany)[58]
- „ziemia za złotówkę”, czyli nagminna sprzedaż na rzecz Kościoła nieruchomości z ponad 90% bonifikatą[43]
- przyjęcie przez urzędującego prezesa Trybunału Konstytucyjnego Andrzeja Rzeplińskiego w 2015 nadanego mu przez papieża Franciszka odznaczenia Pro Ecclesia et Pontifice (Dla Kościoła i Papieża) za zasługi dla Kościoła i systemu prawnego w Polsce[59]
- sfinansowanie w 2016 ze środków publicznych ok. 10 proc. (20 mln zł) wydatków związanych z organizacją przez Kościół katolicki Światowych Dni Młodzieży w Krakowie[42]
- uczczenie w 2017 przez Sejm RP tzw. „objawień” Matki Boskiej w Fatimie i uznanie ich za realne zdarzenie[60][61]
- współfinansowanie ze środków publicznych budowy Świątyni Opatrzności Bożej w Warszawie, określone głównie jako sfinansowanie Muzeum Jana Pawła II i Prymasa Wyszyńskiego (60 milionów złotych do listopada 2016, ok. 90 milionów zł pod koniec 2019)[62][63]
- finansowanie od 2020 przez budżet państwa, województwo śląskie i miasto Katowice tzw. Panteonu Górnośląskiego w archikatedrze Chrystusa Króla w Katowicach w kwocie minimum 46 mln złotych[64]
- zakupowanie ze środków publicznych sprzętu liturgicznego (np. zakup monstrancji przez zarząd Portu Gdynia dla bazyliki NMP w Gdyni za 90 tys. zł[65])
- dokonanie przez kierownictwo państwowej spółki Energa w lutym 2017 „zawierzenia” przedsiębiorstwa „Bożej opatrzności i Matce Najświętszej Gromnicznej”[66] (ze środków przedsiębiorstwa za mszę zapłacono co najmniej 12 tysięcy złotych, a za dary dla kościoła ponad 5 tysięcy złotych)[67].
- przekazanie przez państwo w okresie rządów partii Prawo i Sprawiedliwość uprawnień do organizowania adopcji zagranicznych wyłącznie na rzecz instytucji katolickich (wymagają od rodziców adopcyjnych bycia katolikami)[68][69]
- przywileje podatkowe dla duchownych (płacą średnio dziewięciokrotnie niższe podatki od dochodów niż inni obywatele)[43]
- wprowadzenie w 2018 do paszportów hasła „BÓG HONOR OJCZYZNA”[70]
- prowadzona przez księdza modlitwa wszystkich uczestników programu emitowanego przez TVP Info 20 kwietnia 2019[71]
- ogłaszanie świętych katolickich patronami jednostek samorządu terytorialnego (np. w 2017 województwa kujawsko-pomorskiego, w 2019 województwa małopolskiego)[72]